# Józef Zbiróg

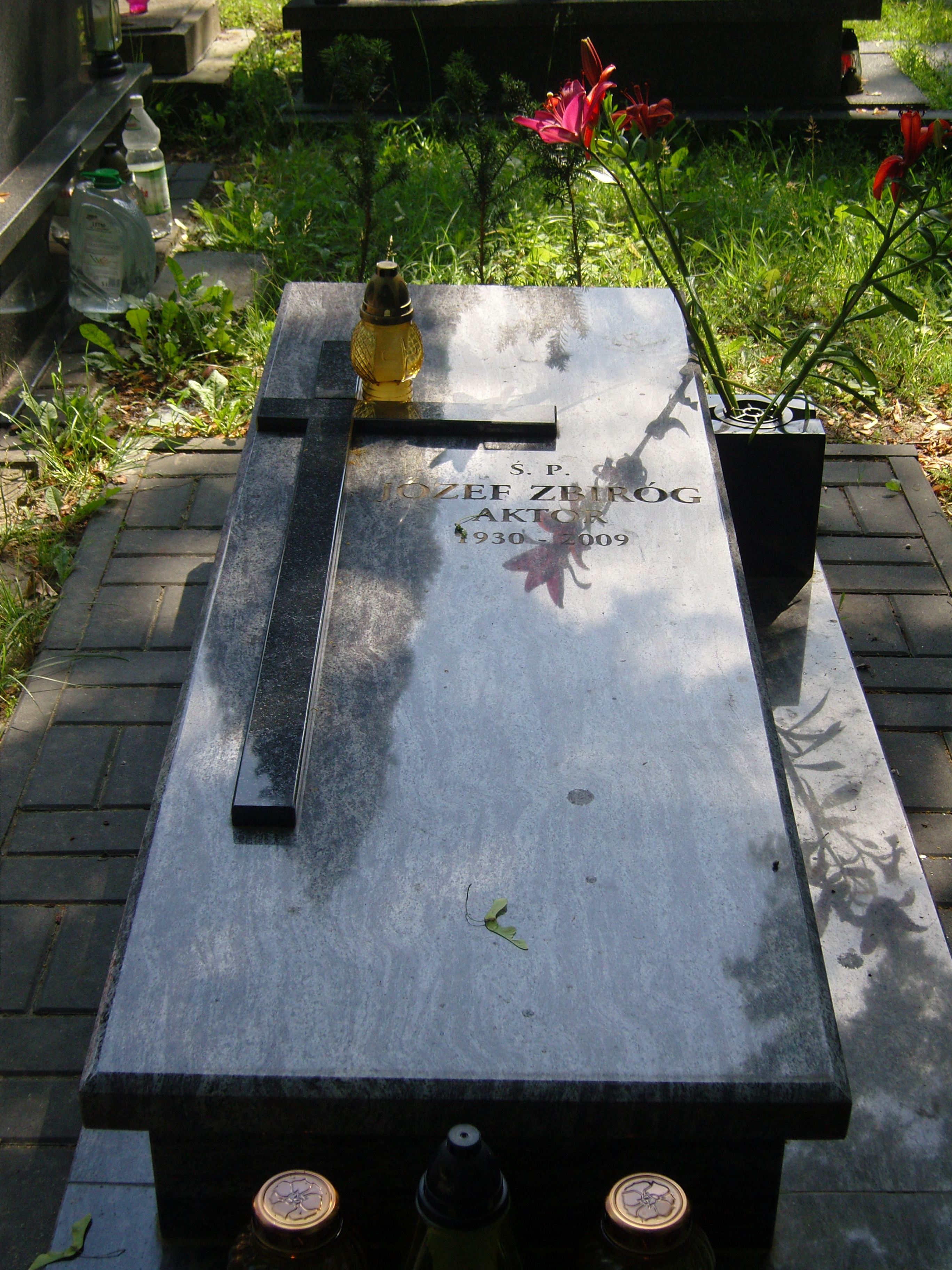
Grób Józefa Zbiroga na cmentarzu komunalnym na Dołach w Łodzi

Józef Zbiróg (ur. 18 marca 1930 w Będzinie, zm. 10 kwietnia 2009 w Łodzi) – polski aktor teatralny i filmowy, reżyser i malarz.

## Życiorys
Urodził się w rodzinie Bolesława, pracownika elektrowni w Będzinie, matka była pielęgniarką (instrumentariuszką w szpitalu). Był jedynakiem. Ukończył I Liceum Ogólnokształcące im. Mikołaja Kopernika w Będzinie, a w 1953 roku krakowską Państwową Wyższą Szkołę Aktorską. Po studiach wyjechał do Gdańska, gdzie oprócz pracy w Teatrze Wybrzeże, razem z Bogumiłem Kobiela, Zbyszkiem Cybulskim i Zygmuntem Hobotem założyli słynny teatr studencki Bim-Bom. 
W swojej karierze zagrał ok. 200 ról teatralnych i 30 filmowych. Na scenie teatralnej zadebiutował 28 kwietnia 1953 roku rolą Krupkowskiego w sztuce Przyjaciele A. Fredry, w reż. Jerzego Kaliszewskiego, w polskim filmie debiutował w 1956 roku rolą Zołzikiewicza w Szkicach węglem (premiera 1957). W latach 1957–1991 występował w słuchowiskach Teatru Polskiego Radia. Użyczał głosu w dubbingu. W 2008 roku przeszedł na emeryturę. 
Zajmował się też reżyserią teatralną i malarstwem. W Poznaniu miały miejsce jego dwie wystawy malarstwa.
Był mężem aktorki Barbary Wałkówny. Ich córka Justyna Zbiróg jest także aktorką.
Zmarł w Łodzi, pochowany 17 kwietnia 2009 na cmentarzu komunalnym Doły (kwatera XI-35-26).

## Kariera teatralna
- Teatr Wybrzeże w Gdańsku (1953–1954)
- Teatr im. Stefana Żeromskiego w Kielcach (1954–1956)
- Teatr Śląski im. Stanisława Wyspiańskiego w Katowicach (1956–1960)
- Teatr im. Stefana Jaracza w Łodzi (1960–1971)
- Teatr Nowy w Łodzi (1971–1975)
- Teatr Powszechny w Łodzi (1975–1980)
- Teatr Nowy w Łodzi (1980–1986)
- Teatr im. Ludwika Solskiego w Tarnowie (Dyrektor Naczelny) (1986–1990)
- Teatr im. Stefana Jaracza w Łodzi (1990–2008)

## Role teatralne (wybór)
- Uciekła mi przepióreczka S. Żeromskiego, reż. J.T. Byrscy - Przełęcki
- Fantazy J. Słowackiego, reż. T. Kubalski – Jan
- Wyzwolenie S. Wyspiańskiego, reż. J. Wyszomirski – Konrad
- Zbrodnia i kara F. Dostojewskiego, reż. J. Wyszomirski – Raskolnikow
- Cezar i Kleopatra C.K. Norwida, reż. J. Krasowski – Oktawian
- Kaukaskie koło kredowe B. Brechta, reż. J. Grzegorzewski – Azdak
- Kariera Artura Ui B. Brechta, reż. F. Żukowski i B. Jaklicz – Givola
- Kolumbowie R. Bratnego, reż. A. Hanuszkiewicz – Kolumb
- Dialogus de pasione, reż. K. Dejmek – Rabinus
- Wilki w nocy T. Rittnera, reż. J. Zegalski – Prokurator
- Operetka W. Gombrowicza, reż. K. Dejmek – Kombatant
- Antygona Sofoklesa, reż. J. Zbiróg - Kreon
- Białowłosa, reż. H. Czyż – Poeta (Teatr Wielki w Łodzi)
- Krakowiacy i Górale W. Bogusławskiego, reż. F. Żukowski – Student (Teatr Wielki w Łodzi)

## Prace reżyserskie (wybór)
- Dzieje Tristana i Izoldy J. Bédiera (Teatr Śląski im. Stanisława Wyspiańskiego w Katowicach)
- Gilgamesz 68 J. Zbiroga (przedstawienia impresaryjne)
- Poemat otwarty T. Różewicza (Teatr Nowy w Łodzi)
- Chłopiec z gwiazd O. Wilde (Teatr Nowy w Łodzi; Tarnowski Teatr im. Ludwika Solskiego)
- Tydzień jak tydzień N. Barańskiej
- Ludzie energiczni W. Szukszyna (Teatr Powszechny w Łodzi)
- Przyjaciel wesołego diabła K. Makuszyńskiego (Tarnowski Teatr im. Ludwika Solskiego)
- Antygona, czyli tragedia rodzinna ze sfer rządzących na tle krajobrazu po wojnie domowej J. Anouilha (Tarnowski Teatr im. Ludwika Solskiego)
- Bardzo starzy oboje K. Brandysa (Tarnowski Teatr im. Ludwika Solskiego)
- Wielki testament F. Villona (Teatr na Woli w Warszawie)
- Tristan i Izolda J. Bédiera (Teatr Adekwatny w Warszawie; Teatr Zagłębia w Sosnowcu)

## Filmografia
- 1956: Szkice węglem – Zołzikiewicz
- 1958: Wolne miasto – żandarm rozmawiający ze Schmoldem
- 1960: Rzeczywistość – Proszkowski, współpracownik starosty
- 1961: Świadectwo urodzenia – banschutz
- 1962: Jadą goście jadą... – celnik Malinowski
- 1962: Na białym szlaku – żołnierz niemiecki
- 1962: Wycinanka z szarego papieru (etiuda filmowa)
- 1963: Gdzie jest generał... – radiotelegrafista niemiecki
- 1964: Echo – klient Henryka spotkany na ulicy
- 1964: Panienka z okienka
- 1964: Życie raz jeszcze – szpicel śledzący Jakuszyna
- 1965: Kapitan Sowa na tropie (serial tv) – Pasternak, właściciel „Kliniki lalek” (odc. 8)
- 1965: Pierwszy pawilon (tv) – komendant David Holly
- 1966: Piekło i niebo – diabeł
- 1967: Stawka większa niż życie (serial tv) – tajniak (odc. 5)
- 1969: Jak rozpętałem drugą wojnę światową, cz. III – scharfuhrer
- 1970: Doktor Ewa (serial tv) – doktor Bigoń (odc. 1)
- 1970: Romantyczni – gość na koncercie u Nawrockich
- 1973: Czarne chmury (serial tv) – oficer rajtarów (odc. 1–2)
- 1973: Kiedy byliśmy mali (tv) – ojciec
- 1974: Ile jest życia (serial tv) – znajomy Walka w barze (odc. 12)
- 1974: Siedem stron świata (serial tv) (odc. 6)
- 1975: Czerwone i białe – śledczy
- 1976: Daleko od szosy (serial tv) – kierownik warsztatów samochodowych w MPK (odc. 7)
- 1976: Próba ognia (tv) – inżynier Misiewicz, kierownik stalowni
- 1977: Pasja
- 1977: Śmierć Prezydenta – Stanisław Łańcucki, poseł komunistyczny
- 1978: Do krwi ostatniej... – delegat ambasady
- 1978: „Ty pójdziesz górą...” (Eliza Orzeszkowa) (tv) – sędzia
- 1978: Życie na gorąco (serial tv) – dziennikarz „Frankfurter Rundschau” (odc. 5)
- 1979: Do krwi ostatniej (serial tv) – delegat ambasady polskiej w Krasnojarsku (odc. 3)
- 1979: Lekcja martwego języka – Trau
- 1979: Placówka – chłop
- 1980: Polonia Restituta, cz. I – oficer austriacki rozmawiający z Piłsudskim
- 1981: Najdłuższa wojna nowoczesnej Europy (serial tv) – ambasador Rosji w Berlinie (odc. 6)
- 1981: Znachor – prokurator, oskarżyciel Kosiby
- 1982: Pensja pani Latter – inspektor szkoły
- 1982: Polonia Restituta (serial tv) – kapitan Jan Nowak (odc. 1–2)
- 1983: Mars i Wenus w szóstce (tv) - dziekan Wydziału Lekarskiego Akademii Krakowskiej
- 1983: Wierna rzeka – powstaniec
- 1984: Kobieta w kapeluszu – dyrektor teatru
- 1985: Anna (tv) – psychiatra
- 1986: A żyć trzeba dalej (tv) – marynarz wysiadający ze śmigłowca
- 1986: Zaproszenie na egzekucję (etiuda filmowa)
- 1988: Psie serce! (etiuda filmowa)
- 1991: Skarga – mężczyzna w budce telefonicznej
- 1993: 20 lat później – sędzia
- 1999: O Tosi (etiuda filmowa)
- 2000–2001: Adam i Ewa (serial tv) – Franciszek Werner, niewidomy rzeźbiarz, dziadek Bogdana
- 2002: Plebania (serial tv) – kolega Pawła Horyniuka (odc. 158), Nowerski, pacjent Lenarczyka (odc. 233)
- 2005: Plebania (serial tv) – Leon Wiśniak (odc. 596)
- 2006: Inland Empire – Darek

Źródło:.

## Spektakle Teatru TV
- 1958: Słowo o Jakubie Szeli
- 1959: Do ostatniego człowieka – Jeniec włoski
- 1959: Niebo może poczekać
- 1959: Ptasznik z Tyrolu – Wójt
- 1960: Pensjonat Azyl – Pijak
- 1960: Strach i nędza III Rzeszy
- 1962: Meksykanin
- 1962: Ścieżki chwały
- 1963: Dzieje Józefa
- 1963: Jak wam się podoba
- 1963: Tranzyt – Wicekonsul meksykański
- 1965: Droga – Radny
- 1965: Matka
- 1965: Wyspa pokoju
- 1966: Eryk XIV
- 1966: Korupcja
- 1967: Tais
- 1968: Niemcy – Joachim Peters
- 1969: Gra o Herodzie
- 1970: Chłopi – Narrator
- 1970: Irydion – Masynissa
- 1970: Powrót
- 1970: Tropienia dni dziesięć
- 1971: Bank Glembay
- 1971: Jesień
- 1971: Ministerstwo Strachu, cz. I - Pool
- 1971: Śmierć filatelisty – Bogucki
- 1972: Wizja lokalna – Czortek
- 1973: Sąd ostateczny – Prokurator
- 1977: Pościg – Kielski
- 1980: Colas Breugnon – Paillard
- 1983: Samson i Dalila – Arcybiskup Prażmowski
- 1985: Wczesny odlot żurawi – Profesor
- 1988: Dom, który zbudował Jonathan Swift – Członek Rady Opiekuńczej
- 1991: Blitwo, ojczyzno moja

Źródło:.

## Ordery i odznaczenia
- Krzyż Kawalerski Orderu Odrodzenia Polski
- Złoty Krzyż Zasługi (1985)
- Medal 40-lecia Polski Ludowej (1985)
- Odznaka 1000-lecia Państwa Polskiego (1966)
- Odznaka „Zasłużony Działacz Kultury” (1974)
- Honorowa Odznaka Miasta Łodzi (1965)

Źródło:.

## Nagrody i wyróżnienia
- Wyróżnienie na Kaliskich Spotkaniach Teatralnych za rolę Giuseppe Civoli w Kariera Artura Ui w Teatrze im. Stefana Jaracza w Łodzi (1963)
- Nagroda aktorska na Kaliskich Spotkaniach Teatralnych za rolę Azdaka w spektaklu Kaukaskie koło kredowe w Teatrze im. Stefana Jaracza w Łodzi (1967)
- Dyplom Honorowy Ministra Kultury i Sztuki z okazji obchodów 110-lecia Teatru im. Stefana Jaracza w Łodzi (1999)

Źródło:.